# فريدي سولومون (لاعب كرة قدم أمريكية)
فريدي سولومون (بالإنجليزية: Freddie Solomon)‏ هو لاعب كرة قدم أمريكية أمريكي، ولد في 11 يناير 1953 في سمتر في الولايات المتحدة، وتوفي في 13 فبراير 2012 بسبب سرطان الكبد وسرطان القولون.

## وصلات خارجية
- فريدي سولومون على موقع مرجع كرة القدم المحترفة.كوم (الإنجليزية)
- فريدي سولومون على موقع قاعة فلوريدا للمشاهير الرياضية (الإنجليزية)